# Ambavi Suramis tsikhisa
Ambavi Suramis tsikhisa (georgià: ამბავი სურამის ციხისა, "la llegenda de la fortalesa de Surami") és una pel·lícula dramàtica soviètica del 1985 dirigida pel director armenio-georgià Serguei Paradjànov i l'actor georgià Dodo Abaixidze. La primera pel·lícula de Serguei Paradjànov després de 15 anys de censura a la Unió Soviètica, és una pel·lícula vinculada estilísticament amb la seva anterior El color de la magrana (1968): la pel·lícula consta d'una sèrie de quadres; una vegada més es fa servir un diàleg mínim; la pel·lícula abunda en un poder surrealista, gairebé oníric.

## Trama
La història és un relat d'un conegut conte popular georgià introduït a la literatura escrita per l'escriptor del segle xix Daniel Chonkadze.
Durmishkhan és un serf alliberat pel seu amo. Ara, ha de comprar la llibertat de la seva amant Vardo per casar-se amb ella. Deixa la seva terra i es troba amb un comerciant anomenat Osman Agha que explica la seva història. Va néixer un serf anomenat Nodar Zalikashvili. Després d'haver perdut la seva mare a causa de la crueltat del seu amo, va matar el seu amo, va fugir i va abraçar l'Islam per evitar la persecució. Ara Durmishkhan comença a treballar per a Osman Agha i es casa amb una altra dona, que dona a llum un nen anomenat Zurab. Mentrestant, Vardo es converteix en endevina. Osman Agha deixa el seu ofici a Durmishkhan i es converteix al cristianisme. En un somni un grup de musulmans el maten per ser un murtad.
Zurab creix i comença a treballar amb el seu pare. Durmishkhan, convertit a l'islam, s'ha convertit en un estrany a la seva terra i al seu poble. Geòrgia es troba sota l'amenaça d'invasors musulmans i el rei dona ordres de reforçar totes les fortaleses del país. No obstant això, la fortalesa de Surami segueix enfonsant-se. Durmishkhan torna al territori musulmà. Els homes del rei acudeixen a Vardo, l'endevina, perquè resolgui el misteri de la fortalesa de Suram. Vardo diu que un jove d'ulls blaus del país ha de ser tapiat amb vida perquè la fortalesa es mantingui. Zurab se sacrifica per salvar el seu país i la seva fe cristiana.

## Repartiment
- Leila Alibegashvili com el jove Vardo
- Zurab Kipshidze com a Durmishkhan
- Dodo Abaixidze com a Osman Agha (Nodar més antic)/Simon
- Sofiko Chiaureli com a Old Vardo
- Levan Uchaneishvili com a Zurab (com a L. Uchaneishvili)

## Premis[3]
- 1986: XIX Festival Internacional de Cinema Fantàstic de Sitges - Premi a la millor direcció[4]
- 1987: Festival Internacional de Cinema de Rotterdam - Premi de Rotterdam
- 1987: Mostra Internacional de Cinema de São Paulo - Premi de la Crítica